# ظبي القصب الجنوبي
ريدبك جنوبي (الاسم العلمي: Redunca arundinum) ظبي من جنس ريدبك متوطن في جنوب إفريقيا.

## اقرأ كذلك
- قائمة مزدوجات الأصابع حسب العدد
- ريدبك (جنس)
- ريدبك بوهور